# Jerrican

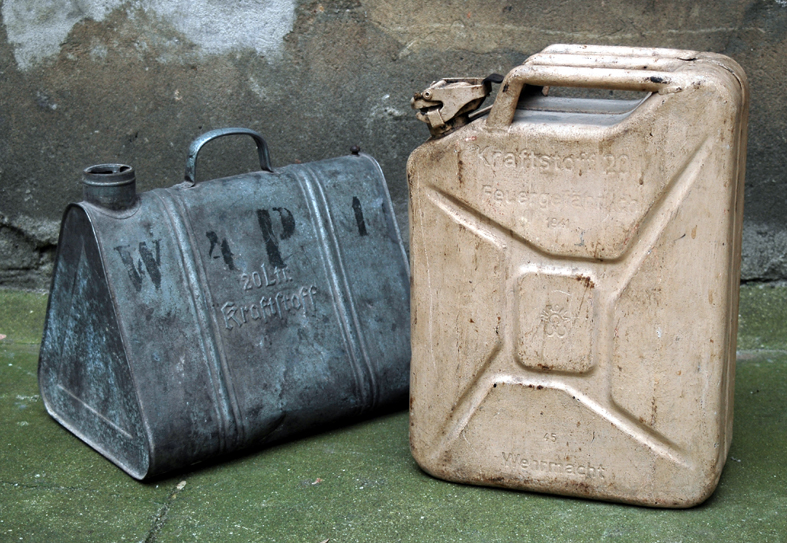
Deux bidons à essence allemands, à gauche un modèle ancien et à droite un Wehrmacht-Einheitskanister (jerrican) fabriqué par Nirona en 1941.

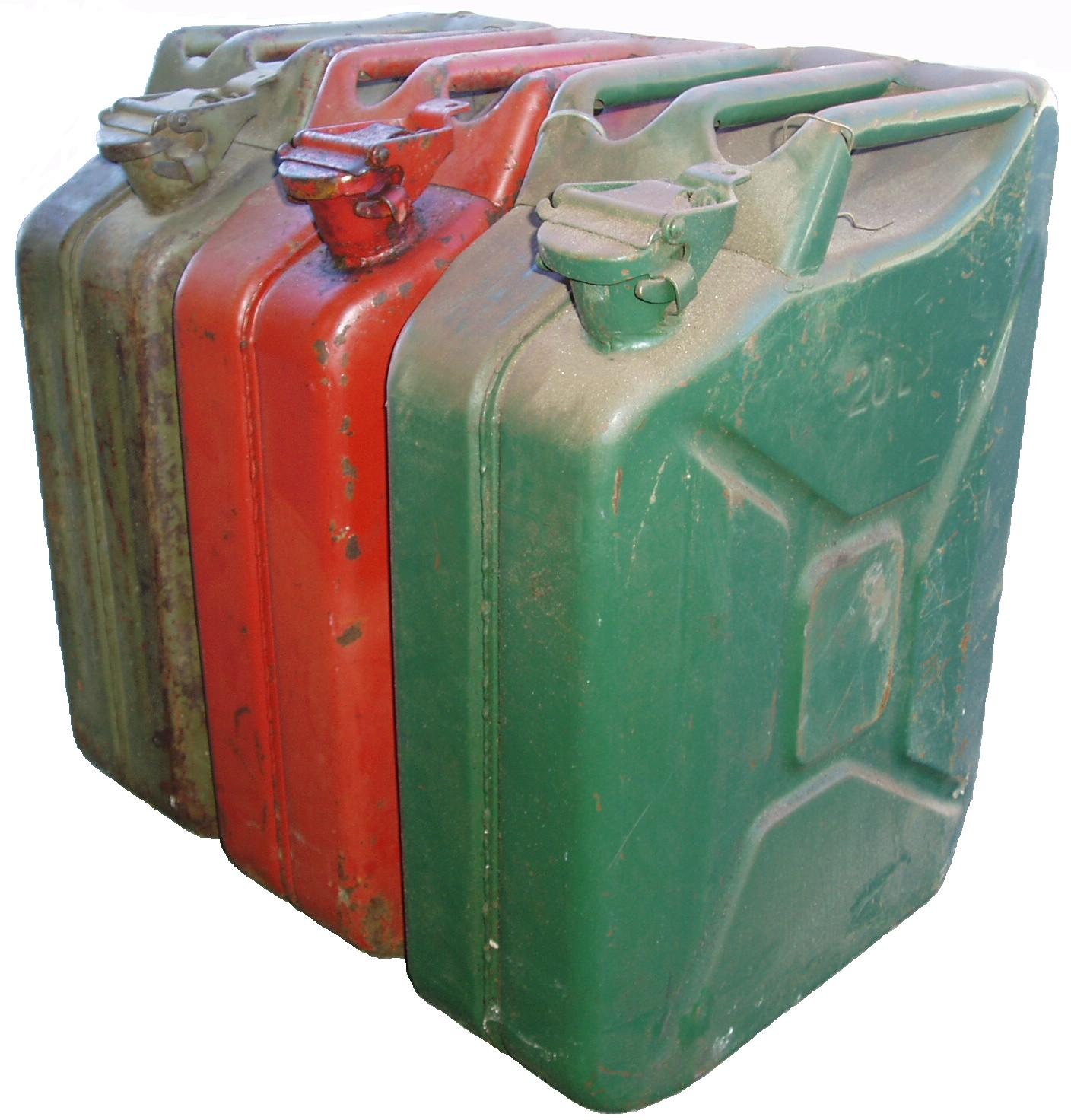
Trois jerricanes.

Un jerrican ou jerrycan (en allemand : Wehrmacht-Einheitskanister) est un bidon pour carburant en acier, inventé en Allemagne en 1936 et mis en service en grand nombre dans les unités mécanisées de la Wehrmacht avant la Seconde Guerre mondiale. Dès 1940, il fut copié et adopté par les armées de tous les belligérants.
Le mot « jerrican » désigne désormais tout « bidon » de plus de vingt litres, jadis en acier, désormais en plastique, notamment en polyéthylène haute densité (PEHD) fabriqué par extrusion-soufflage. Les rectifications orthographiques du français adoptées par l'Académie française depuis 1990 recommandent d'écrire jerricane et d'utiliser comme mots français bidon voire nourrice,.

## Étymologie
Le terme original allemand pour désigner un jerrycan est Wehrmacht-Einheitskanister, signifiant «  récipient (Kanister, dérivé du latin canistrum désignant anciennement des paniers) standard de la Wehrmacht » .
Jerrycan signifie en français « bidon de Jerry ». Le prénom Jerry servait aux Anglais à désigner de façon méprisante les Allemands dès la Première Guerre mondiale ("Gerry" pour "German").
Selon les uns, Jerry, pl. Jerries, le surnom que les Britanniques, Néerlandais et Norvégiens donnaient aux soldats allemands (équivalent du terme boches en français), serait dérivé du Stahlhelm, le casque allemand introduit en 1916, dont les soldats britanniques prétendaient qu'il ressemble à un pot de chambre, appelé par dérision en argot britannique (slang), un « jerry » ou « jéroboam », par analogie avec ce type de bouteille de grande contenance (3 ou 4,5 litre). Selon les autres, il ne s'agirait que d'un terme péjoratif (voir la définition de l'ethnophaulisme) utilisé pour désigner de façon méprisante les prénoms allemands Joseph et Johannes.

## Description

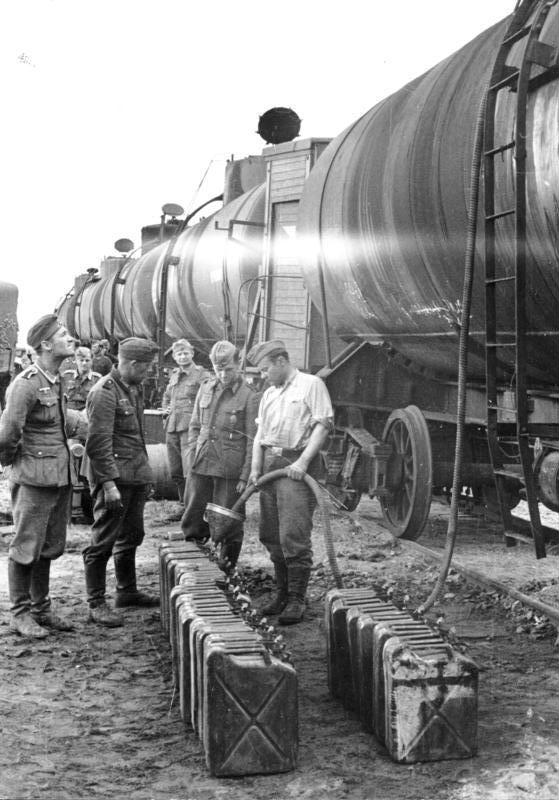
Allemands remplissant des jerrycans embossés en X depuis un wagon-citerne en Russie, juin 1941.

Il se présente sous la forme d'un récipient de forme parallélépipédique formé de deux parties faites à l'origine en tôle d'acier emboutie de 0,8 mm et assemblées par soudure. Son goulot est en retrait ce qui le protège et facilite l'empilage de plusieurs jerricans. Il est équipé d'un bouchon à came et d'une prise d'air contre le refoulement, il peut être équipé d'un bec verseur mais peut aussi être utilisé sans. La manutention est aisée grâce à trois tubes qui forment autant de poignées parallèles. Celles-ci permettent la prise, par une seule personne, soit de quatre jerrycans vides par les barres extérieures, soit de deux bidons pleins par la barre centrale, soit enfin la prise par deux personnes. La forme et la résistance du récipient permettent l'empilage de cinq jerricans pour stockage. Les flancs sont raidis par des formes en X embossées sur les premiers modèles allemands, puis par un rectangle prolongé par quatre « bras » à partir de 1939. Sa contenance originale est de vingt litres. Rempli de carburant de densité comprise entre 0,7 et 0,8, il reste suffisamment d'air dans la bosse à l'arrière des poignées pour assurer la flottaison en cas d'immersion et un meilleur écoulement lorsqu'on le vide.

## Histoire

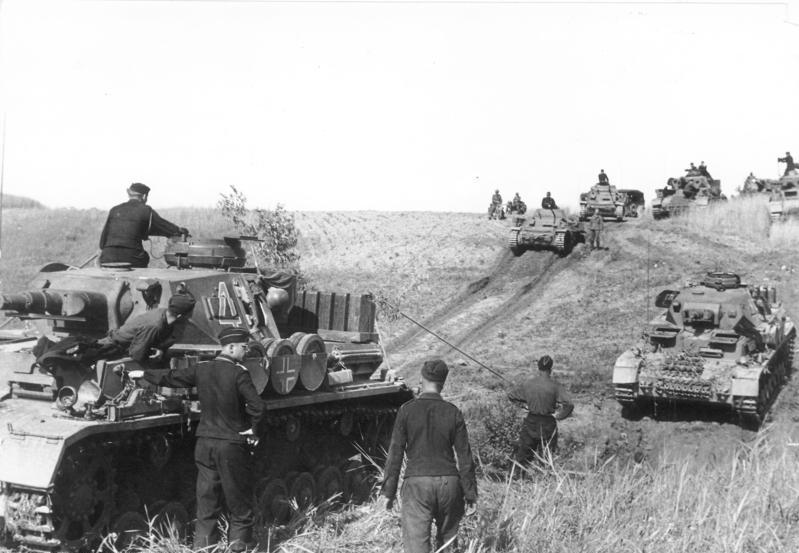
Panzers transportant plusieurs jerrycans sur leurs plages arrière (Russie, été 1941).

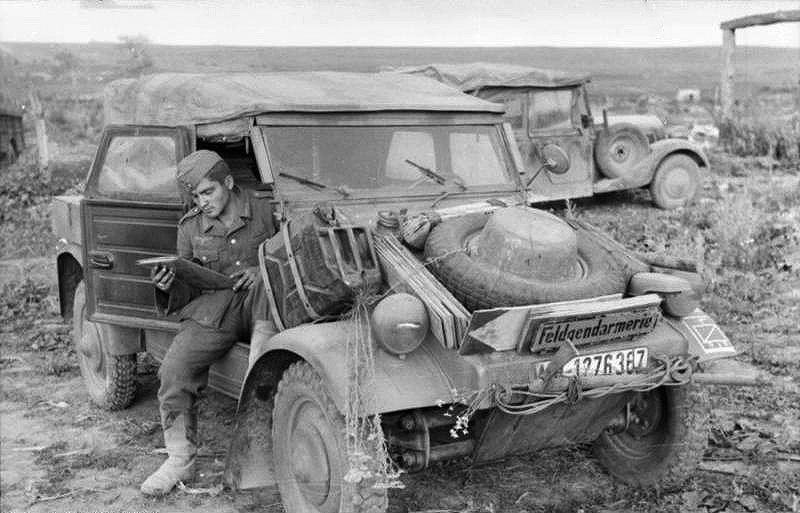
Wehrmacht-Einheitskanister (jerricane), fixé sur un Kübelwagen de la Feldgendarmerie (Russie, 1943).

C'est en secret qu'en 1936, sous la direction de l'ingénieur en chef Vinzenz Grünvogel, la firme Müller Maschinen de Schwelm, en Westphalie, met au point un prototype de bidon d'essence révolutionnaire destiné à augmenter l'autonomie opérationnelle indispensable aux Panzerdivisionen. Il est baptisé Wehrmachtkanister (« bidon de la Wehrmacht »). Baptisé « R-12 », le bidon de vingt litres est amélioré puis produit par la société germano-americaine de carrosserie Ambi-Budd Presswerk (ABP) à Berlin à partir de 1937.
Selon la légende, en 1939, deux ingénieurs militaires de chez ABP, l'un allemand, Ruppert Philip (1873-1939), l'autre américain, le colonel Paul Pleiss (1888-1947), décident d’effectuer un périple en Inde avec une voiture modifiée par leurs soins. L’Allemand, ayant accès aux Wehrmacht-Einheitskanister stockés à l’aéroport de Tempelhof, en subtilise trois exemplaires pour équiper la voiture.
Le périple se déroule d'abord sans problème pour Pleiss et son compagnon, qui franchissent onze frontières. Mais le vol des bidons découvert, Göring met tout en œuvre pour faire arrêter l'ingénieur allemand, accusé de trahison pour avoir dévoilé à Pleiss l'existence du bidon classé secret militaire et le fait rapatrier dans un avion dépêché à cet effet.
Voyant la vie de son ami en danger, Pleiss saisit l'importance que les autorités allemandes accordent à ce bidon. Il continue jusqu'à Calcutta, met son véhicule en dépôt et prend l'avion pour les États-Unis. Aussitôt arrivé, il prend contact avec les autorités militaires américaines et leur explique ce qu'il sait, y compris la réaction brutale des Allemands, mais sans parvenir à éveiller leur intérêt. Il fait ensuite rapatrier son véhicule et montre aux militaires à quoi ressemble le Wehrmachtkanister. Pour finir, l'armée américaine consent à utiliser les informations fournies par Pleiss, mais ne conserve que la taille du récipient, modifiant presque tout le reste et obtenant finalement une copie bien inférieure au modèle, le 5-gallon steel military gasoline can, désigné par la référence MIL-C-1283D.
Soigneusement dissimulés aux regards des observateurs étrangers lors de l'annexion de l'Autriche et de la Tchécoslovaquie, ces récipients n’apparurent en nombre qu'en 1940, au cours des opérations de Norvège où les Alliés en saisirent quelques exemplaires.
En 1940 les Britanniques apprennent à leurs dépens qu'une armée moderne a aussi besoin d'une grande quantité de bidons solides pour approvisionner chars et camions. Ils décidèrent de copier le modèle allemand. Au cours d'un séjour à Londres, Paul Pleiss leur dévoila tout ce qu'il savait sur le sujet et leur fit envoyer l'un des trois exemplaires en sa possession. C'est ainsi qu'au cours des opérations de la guerre du désert, puis jusqu'à la fin du conflit, Britanniques et Allemands ravitaillèrent leurs véhicules avec les mêmes bidons, les uns marqués « Wehrmacht », les autres siglés « WD » et marqués de la broad arrow.
C'est aussi durant les opérations en Afrique, puis en Russie, que se révéla la nécessité de fabriquer des exemplaires réservés au transport d'eau potable ou destinée au refroidissement des moteurs. Pour les différencier, les Allemands y emboutirent l'inscription Wasser assortie d'une large croix verticale blanche, les Anglais inscrivant simplement un « W » blanc.
Les Italiens aussi copièrent l'original, puis les Russes, puis les Suisses, puis les Français (qui firent même fabriquer des modèles réservés au transport de vin) et toutes les armées européennes. Aujourd'hui, la majorité des armées à travers le monde utilisent ce même conteneur à carburant pour équiper leurs véhicules.
Les Américains, quant à eux, préférèrent conserver leur modèle de cinq gallons (18,92 litres) jusqu'à la fin du conflit, bien qu'il soit inutilisable sans bec verseur et que son bouchon à vis, impossible à ouvrir sans outil spécifique, se perde facilement.
Les Alliés utilisèrent 17,5 millions de ces récipients, tous modèles confondus, pour le Débarquement. À l'automne 1944 15 millions avaient été égarés, souvent volés ou détournés, des trafics se mettant même en place. Cela menaça le ravitaillement des unités de combat, et une opération de récupération fut lancée avec l'aide des civils français.
Cela explique pourquoi ce récipient de tôle reste principalement associé, en Europe de l'Ouest, aux armées alliées et à la Libération, alors qu'il était arrivé quatre ans plus tôt avec les Panzerdivisionen.